# Marco Stazio Prisco Licinio Italico
Marco Stazio Prisco Licinio Italico (in latino Marcus Statius Licinius Priscus Italicus; fl. 132-162) è stato un politico, senatore e militare romano.

## Biografia
Stazio proveniva probabilmente dalla Dalmazia, dove i nomi Statius e Priscus erano diffusi. Iniziò la sua carriera come prefetto della cohors IV Lingonum nel 132, in Britannia romana; successivamente fu tribuno militare della legio III Gallica durante la Terza guerra giudaica (132-135), tribuno della X Gemina in Pannonia superiore, poi della I Adiutrix, sempre in Pannonia. Fu in seguito comandante di una unità di truppe ausiliarie (praefectus equitum alae I praetorias civium Romanorum), procuratore nelle province della Gallia Narbonense e Aquitania, questore, tribuno della plebe e pretore.
La carriera da pretore iniziò con l'incarico di legato della XIIII Gemina in Pannonia e della XIII Gemina in Dacia. Poco dopo, Stazio fu nominato legato per la provincia della Dacia superiore (156? -158). Nell'anno 159 fu console, mentre l'anno successivo fu nominato curator alvei Tiberis et riparum et cloacarum Urbis, magistratura che curava il letto del fiume Tevere, le sue sponde e gli scarichi cittadini. Intorno al 161, all'inizio dell'estate o in autunno, era legato della Mesia inferiore.
Dopo aver svolto il ruolo di governatore della Britannia, nei primi mesi del 162, in occasione delle campagne partiche di Lucio Vero, fu in Cappadocia, dove curò il recupero del corpo di Marco Sedazio Severiano, morto durante l'attacco partico di Vologase IV. In qualità di dux dell'imperatore Lucio Vero, prese l'antica capitale armena di Artaxata e occupò la nuova capitale, Kainopolis. Stazio morì durante la guerra.